# Quận Hampton, South Carolina
Hampton County là một quận trong tiểu bang South Carolina. Theo kết quả điều tra dân số năm 2000 của Cục điều tra dân số Hoa Kỳ, quận này có dân số 21.386 người, với 65% sống ở nông thôn. Quận lỵ đóng ở Hampton.6

## Địa lý
Theo Cục điều tra dân số Hoa Kỳ, quận có tổng diện tích 563 dặm Anh vuông (1.457 km²), trong đó, 560 dặm Anh vuông (1.450 km²) là diện tích đất và 3 dặm Anh vuông (7 km²) trong tổng diện tích (0.51%) là diện tích mặt nước.

### Các quận giáp ranh
- Quận Bamberg, South Carolina - Bắc
- Quận Colleton, South Carolina - Đông
- Quận Beaufort, South Carolina - Đông nam
- Quận Jasper, South Carolina - Nam
- Quận Effingham, Georgia - Tây nam
- Quận Screven, Georgia - Tây
- Quận Allendale, South Carolina - Tây bắc

## Thông tin nhân khẩu
Theo cuộc điều tra dân số2 tiến hành năm 2000, quận này có dân số 21.386 người, 7.444 hộ, và 5.315 gia đình sinh sống trong quận này. Mật độ dân số là 38 người trên mỗi dặm Anh vuông (15/km²). Đã có 8.582 đơn vị nhà ở với một mật độ bình quân là 15 trên mỗi dặm Anh vuông (6/km²).  Cơ cấu chủng tộc của dân cư sinh sống tại quận này gồm 42,89% người da trắng, 55,67% người da đen hoặc người Mỹ gốc Phi, 0,20% người thổ dân châu Mỹ, 0,17% người gốc châu Á, 0,01% người các đảo Thái Bình Dương, 0.62% từ các chủng tộc khác, và 0,43% từ hai hay nhiều chủng tộc.  2.56% dân số là người Hispanic hoặc người Latin thuộc bất cứ chủng tộc nào.
Có 7.444 hộ trong đó có 34,60% có con cái dưới tuổi 18 sống chung với họ, 47,90% là những cặp kết hôn sinh sống với nhau, 18.80% có một chủ hộ là nữ không có chồng sống cùng, và 28.60% là không gia đình. 25.80% trong tất cả các hộ gồm các cá nhân và 11.20% có người sinh sống một mình và có độ tuổi 65 tuổi hay già hơn.  Quy mô trung bình của hộ là 2.64 còn quy mô trung bình của gia đình là 3.19.
Cơ cấu độ tuổi dân cư quận này như sau 27.60% dưới độ tuổi 18, 8.50% từ 18 đến 24, 29.70% từ 25 đến 44, 22.10% từ 45 đến 64, và 12.10% người có độ tuổi 65 tuổi hay già hơn.  Độ tuổi trung bình là 35 tuổi. Cứ mỗi 100 nữ giới thì có 103,80 nam giới. Cứ mỗi 100 nữ giới có độ tuổi 18 và lớn hơn thì, có 103,90 nam giới.
Thu nhập bình quân của một hộ ở quận này là $28.771, và thu nhập bình quân của một gia đình ở quận này là $34.559. Nam giới có thu nhập bình quân $29.440 so với mức thu nhập $20.418 đối với nữ giới. Thu nhập bình quân đầu người của quận là $13.129. Khoảng 17.80% gia đình và 21.80% dân số sống dưới ngưỡng nghèo, bao gồm 27.60% những người có độ tuổi 18 và 21.70% là những người 65 tuổi hoặc già hơn.

## Các thành phố và thị trấn
- Brunson
- Estill
- Furman
- Gifford
- Hampton
- Lena
- Luray
- McPhersonville
- Scotia
- Varnville
- Yemassee